# Bad Yodelers
Bad Yodelers war eine US-amerikanische Crossover- und Alternative-Metal-Band aus Salt Lake City, Utah, die 1983 gegründet wurde und sich 1993 unter dem Namen Season of the Spring auflöste.

## Geschichte
Ihren ersten Auftritt hielt die Band im Jahr 1983 in Jon Shumans Keller, dem Bassisten von Massacre Guys, zusammen mit Victims Willing ab. Im selben Jahr nahm die Gruppe ein erstes Demo auf, mit Brian Szugye als zweitem Sänger. Das Demo enthält unter anderem eine Coverversion des Liedes One Fish Two Fish Red Fish Blue Fish, im Original von Dr. Seuss. Durch das Demo konnte die Band ihre Bekanntheit steigern und als Vorgruppe für Discharge im Salt Lake Indian Center spielen. Vor dem Auftritt hatte Szugye die Besetzung verlassen und war durch Norman Frazier ersetzt worden. Bei dem Auftritt schlug sich Frazier beim Stagediving die Vorderzähne aus. Nach dem Auftritt übernahm der Road Manager Kevin Golding seinen Posten. 1984 erschien eine Audiokassette, die elf Lieder enthält. Danach ging es auf Tournee durch die Mountain States. Später im Jahr verließ Golding die Band und wurde durch Karl Alvarez von Massacre Guys ersetzt. Zusammen mit ihm nahm die Gruppe neun Lieder auf, ehe er nach Touraktivitäten die Band wieder verließ. Seinen Platz nahm kurzfristig Dow Patten, ein Langzeitfreund der Mitglieder, ein, ehe Laura Jones für zwei Auftritte diese Position innehatte. 1986 übernahm Terrance DH permanent diesen Posten. Nachdem die Band einen Vertrag bei Semaphore unterzeichnet hatte, erschien 1990 das Debütalbum I Wonder…. Im selben Jahr ging es auf eine Tournee durch Europa. Ein zweites Album schloss sich 1991 unter dem Namen Window an, dem 1992 die EP South folgte. Nach einer Umbenennung zu Season of the Spring erschien 1993 ein selbstbetiteltes Album, ehe es kurz darauf zur Auflösung kam.

## Stil
Laut Martin Büsser vom ZAP Fanzine spielt die Band eine „Mischung aus trockenen Metal-Riffs und dem melodischen Pop-Gesang im DESCENDENTS-Stil“. Im Interview mit Büsser gab Terrance DH an, dass alle Mitglieder Fans von den Descendents sind und diese etwa Gruppen wie ALL vorziehen würden. Brent Peacock stritt zudem Einflüsse aus dem Metal nicht ab, wobei der größte Einfluss Metallica sei. Dan Keough gab als weitere Inspiration die Beatles an. Er selbst würde die Musik von Bad Yodelers als „Metalpop“ bezeichnen. Terrance fügte zudem an, dass man durch Auftritte von Hardcore-Punk-Bands wie Circle Jerks und Minutemen beeinflusst worden sei. Andrea Nieradzik vom Metal Hammer ordnete die Band in ihrer Rezension zu I Wonder… zwischen Bad Religion und Das Damen ein. Der Gesang habe weder etwas mit Hardcore Punk noch mit Metal zu tun, sondern sei zäh, weinerlich und zerbrechlich und durchgehend in derselben Stimmlage. Die E-Gitarren klängen metallisch und dominant, während der Bass und das Schlagzeug im Hintergrund seien. Die Gruppe spiele eine originelle, aber gewöhnungsbedürftige Mischung aus Melodien und harten Metal-Teilen, wobei die Geschwindigkeit nur selten hoch sei. In einer späteren Ausgabe bezeichnete Martin Groß in seiner Rezension zu Window die Band als „Power-Thrash-Combo“, die auf technisch hohem Niveau spiele und Anleihen aus dem Progressive Metal vorweise. Die Lieder seien nicht sehr zugänglich und der Gesang gewöhnungsbedürftig, wobei er etwas zurückgemischt sowie wehmütig klagend und melodisch klinge. Die Gitarren würden eine Disharmonie bilden, die Melodien seien verschachtelt und die Riffs „thrashig“.

## Diskografie
als Bad Yodelers
- 1990: I Wonder… (Album, Semaphore)
- 1990: 1984-1986 (EP, Eigenveröffentlichung)
- 1991: Window (Album, Semaphore)
- 1992: South (EP, Salt Flat Records)
- 2009: Best of Bad Yodelers (Kompilation, Running Records)

als Season of the Spring
- 1993: Season of the Spring (Album)